# Southward Ho!
Southward Ho! è un film del 1939 diretto da Joseph Kane.
È un film western a sfondo romantico statunitense con Roy Rogers, Lynne Roberts e George 'Gabby' Hayes.

## Produzione
Il film, diretto da Joseph Kane su una sceneggiatura di Gerald Geraghty con il soggetto di Jack Natteford e John Rathmell, fu prodotto da Kane, come produttore associato, per la Republic Pictures e girato a Santa Clarita e nell'Andy Jauregui Ranch a Newhall in California. Il titolo di lavorazione fu  Heading for Texas.

## Colonna sonora
- Headin' for Texas and Home - scritta da Walter G. Samuels
- But She's All Wet Now - scritta da Roy Rogers
- I Hope I'm Not Dreaming Again - scritta da Fred Rose e Roy Rogers
- Keep A-walking the Other Way - scritta da Walter G. Samuels
- Carry Me Back to Old Virginny - scritta da James Allen Bland

## Distribuzione
Il film fu distribuito negli Stati Uniti dal 19 marzo 1939 al cinema dalla Republic Pictures. È stato distribuito anche in Brasile con il titolo Bandoleiros de Uniforme.